# Uthayendram
Uthayendram è una suddivisione dell'India, classificata come town panchayat, di 11.598 abitanti, situata nel distretto di Vellore, nello stato federato del Tamil Nadu. In base al numero di abitanti la città rientra nella classe IV (da 10.000 a 19.999 persone).

## Geografia fisica
La città è situata a 12° 42' 37 N e 78° 37' 28 E.

## Società

### Evoluzione demografica
Al censimento del 2001 la popolazione di Uthayendram assommava a 11.598 persone, delle quali 5.701 maschi e 5.897 femmine. I bambini di età inferiore o uguale ai sei anni assommavano a 1.330, dei quali 678 maschi e 652 femmine. Infine, coloro che erano in grado di saper almeno leggere e scrivere erano 7.791, dei quali 4.341 maschi e 3.450 femmine.